# Белый Бор (Коми)

Белый Бор — поселок в Троицко-Печорском районе республики Коми в составе сельского поселения Мылва.

## География
Находится в центральной части района на расстоянии примерно 19 километров по прямой от поселка Троицко-Печорск на юг-юго-восток.

## Климат
Климат умеренно-континентальный, лето короткое и умеренно-прохладное, зима многоснежная, продолжительная и холодная. Среднегодовая температура -1.2 градусов С, при этом средняя температура января равна -18 градусов С, июля 16 градусов С. Продолжительность отопительного периода равна 254 суткам при среднесуточной температуре -7,40 градусов С. Устойчивый снежный покров образуется в среднем в 26 октября и продолжается до 14 мая. Средняя высота снежного покрова за зиму незащищенных участков – 74 см, максимальная – 116 см, минимальная – 38 см.
Часовой пояс
Поселок Белый Бор находится в часовой зоне МСК (московское время). Смещение применяемого времени относительно UTC составляет +3:00.

## История
Поселок был основан в 1956 году как Белоборский лесопункт.  В 1998 году лесопункт закрыт. Продолжает свою работу Белоборское лесничество Троицко-Печорского лесхоза, которое было основано в 1968 году. В посёлке два крестьянско-фермерских хозяйства.

## Население
| 1989 | 2002 | 2010 |
| ---- | ---- | ---- |
| 412  | ↘277 | ↘222 |

Постоянное население составляло 277 человек в 2002 году (русские 71%), 222 человека в 2010 году.